# 西神奈川
西神奈川（にしかながわ）は、神奈川県横浜市神奈川区の町名。現行行政地名は西神奈川一丁目から西神奈川三丁目。住居表示未実施区域。ここではかつて存在していた西神奈川町（にしかながわちょう）についても述べる。

## 地理
東神奈川駅西口から六角橋交差点付近までの横浜上麻生道路に沿う細長い範囲。東神奈川駅（所在地は東神奈川）と東白楽駅（所在地は白楽）に隣接する。

## 歴史

### 沿革
- 1932年（昭和7年）1月1日 - 神奈川町の一部を分離し、西神奈川町を新設。横浜市神奈川区西神奈川町となる[7]。
- 1965年（昭和40年）7月1日 - 六角橋地区の住居表示の実施に伴い、西神奈川町の一部を六角橋一丁目、六角橋二丁目へ編入[8]。
- 1978年（昭和53年）9月10日 - 土地区画整理事業に伴い、西神奈川町、二ツ谷町、富家町の各一部から西神奈川一丁目、西神奈川町、白楽、平川町の各一部から西神奈川二丁目、西神奈川町、平川町、斎藤分町の各一部から西神奈川三丁目を新設、西神奈川町の残部を富家町、鳥越、白楽、平川町、二ツ谷町へ編入し、西神奈川町は廃止となる[9]。
- 2000年（平成12年）10月23日 - 栗田谷・斎藤分町地区の住居表示の実施に伴い、斎藤分町の一部を西神奈川三丁目に編入[10]。

### 町名の変遷
| 実施後         | 実施年月日                | 実施前（各町名ともその一部）           |
| -------------- | ------------------------- | -------------------------------------- |
| 西神奈川一丁目 | 1978年（昭和53年）9月10日 | 西神奈川町、二ツ谷町、富家町（各一部） |
| 西神奈川二丁目 | 1978年（昭和53年）9月10日 | 西神奈川町、白楽、平川町（各一部）     |
| 西神奈川三丁目 | 1978年（昭和53年）9月10日 | 西神奈川町、平川町、斎藤分町（各一部） |

## 世帯数と人口
2025年（令和7年）6月30日現在（横浜市発表）の世帯数と人口は以下の通りである。
| 丁目           | 世帯数    | 人口    |
| -------------- | --------- | ------- |
| 西神奈川一丁目 | 1,939世帯 | 2,699人 |
| 西神奈川二丁目 | 480世帯   | 768人   |
| 西神奈川三丁目 | 681世帯   | 1,058人 |
| 計             | 3,100世帯 | 4,525人 |

### 人口の変遷
国勢調査による人口の推移。
| 年                 | 人口  |
| ------------------ | ----- |
| 1995年（平成7年）  | 2,617 |
| 2000年（平成12年） | 3,401 |
| 2005年（平成17年） | 3,619 |
| 2010年（平成22年） | 3,930 |
| 2015年（平成27年） | 4,098 |
| 2020年（令和2年）  | 4,670 |

### 世帯数の変遷
国勢調査による世帯数の推移。
| 年                 | 世帯数 |
| ------------------ | ------ |
| 1995年（平成7年）  | 1,369  |
| 2000年（平成12年） | 1,911  |
| 2005年（平成17年） | 2,198  |
| 2010年（平成22年） | 2,396  |
| 2015年（平成27年） | 2,724  |
| 2020年（令和2年）  | 3,130  |

## 学区
市立小・中学校に通う場合、学区は以下の通りとなる（2024年11月時点）。
| 丁目           | 番地 | 小学校               | 中学校               |
| -------------- | ---- | -------------------- | -------------------- |
| 西神奈川一丁目 | 全域 | 横浜市立二谷小学校   | 横浜市立栗田谷中学校 |
| 西神奈川二丁目 | 全域 | 横浜市立二谷小学校   | 横浜市立栗田谷中学校 |
| 西神奈川三丁目 | 全域 | 横浜市立斎藤分小学校 | 横浜市立六角橋中学校 |

## 事業所
2021年（令和3年）現在の経済センサス調査による事業所数と従業員数は以下の通りである。
| 町丁     | 事業所数  | 従業員数 |
| -------- | --------- | -------- |
| 西神奈川 | 268事業所 | 3,936人  |
| 西神奈川 | 52事業所  | 267人    |
| 西神奈川 | 100事業所 | 702人    |
| 計       | 420事業所 | 4,905人  |

### 事業者数の変遷
経済センサスによる事業所数の推移。
| 年                 | 事業者数 |
| ------------------ | -------- |
| 2016年（平成28年） | 380      |
| 2021年（令和3年）  | 420      |

### 従業員数の変遷
経済センサスによる従業員数の推移。
| 年                 | 従業員数 |
| ------------------ | -------- |
| 2016年（平成28年） | 4,058    |
| 2021年（令和3年）  | 4,905    |

## 交通
- 国道1号（第二京浜国道・横浜新道）

## 施設
- 神奈川簡易裁判所
- 神奈川警察署西神奈川交番
- 横浜西神奈川郵便局[20]
- 済生会東神奈川リハビリテーション病院[21]
- 業務スーパー六角橋店[22]

## その他

### 日本郵便
- 郵便番号 : 221-0822[3]（集配局：神奈川郵便局[23]）

### 警察
町内の警察の管轄区域は以下の通りである。
| 丁目           | 番地 | 警察署       | 交番・駐在所 |
| -------------- | ---- | ------------ | ------------ |
| 西神奈川一丁目 | 全域 | 神奈川警察署 | 西神奈川交番 |
| 西神奈川二丁目 | 全域 | 神奈川警察署 | 西神奈川交番 |
| 西神奈川三丁目 | 全域 | 神奈川警察署 | 六角橋交番   |